# 船級社
船级社，或稱驗船協會、驗船機構，是建立和维护船舶及航運設備相關技術標準的非政府组织，通常以船舶监造和定期检查等措施，来确保航海设备满足其规范。迄今全世界有超過50個船級社，當中10個為国际船级社协会會員。

## 责任與職責行使
船级社设定技术规范，确认船舶和其他航海设备设计满足规范要求。在船舶建造和调试期间进行监控，并在设备和船舶运营期内进行持续检查以确保船舶和设施持续符合规范要求。船级社同样对于石油平台，离岸设施和潜艇进行船检。船检过程涉及船舶及水上设备中的所有柴油发动机、電力设置、消防设备、救生设备、排污水设置、重要的舰载泵、和其他重要机電设置等等。同时亦涉及船舶及水上设备操控包括消防、救生与逃生演习等要求。
验船师进行船检以确保该船舶，其设备和机械建造以及维护符合其入级船级社的规范要求。

## 历史
鑒於船舶檢驗與船舶航行安全息息相關，世界各航運大國均設立其本國驗船機構，以執行船舶之嚴格檢驗。航運業、保險業及造船業各界有識之士，為求航業蓬勃發展，咸認為籌組本國驗船機構至為必要。
船級社的成立，最早源於十八世纪中的英國倫敦，伦敦的商人、船东和船长经常聚集在爱德华·劳埃德咖啡馆谈论奇闻轶事、分享航行见闻以及从事交易。大部分的船舶和货物保险都在此地办理。不久，保险业就意识到需要对于船舶的质量进行了解。於是乎，在1760年注册协会成立，世界上第一个船级社：劳氏船级社就此誕生，并开始对船舶开始检验和登记入级，并开始对于船舶和设备进行分类。

## 成立
暨1760年，勞氏船級社的成立之後，令世界各國意識到船舶品質與安全的重要，後期則影響著各國相繼成立驗船機構。
- 1828年，法國船级社（又稱必維國際檢驗集團；Bureau Veritas）於安特卫普成立，其總部於1832年遷至巴黎。其驗船事業為自1828年成立以來的核心事業。
- 1861年，義大利船級學會（Registro Italiano Navale）成立。
- 1862年，美國船級社（American Bureau of Shipping）成立。
- 1864年，挪威船級社（Det Norske Veritas）成立。
- 1867年，德國船級社（Germanischer Lloyd）成立
- 1899年，日本海事協會（Nippon Kaiji Kyokai）成立於日本東京，成立初期以帝國海事協會（Imperial Marine Association）營運，後至1945年，隨著日本軍國主義政治集團的瓦解，改制為日本海事協會營運至今。
- 1913年12月31日，俄羅斯船級社（Russian Maritime Register of Shipping）成立。
- 1947年，韩国船級社（Korea Classification Society）成立。
- 1951年，民國40年2月15日，中華民國政府於台北成立「中國驗船協會」（China Corporation Register of Shipping），為社團法人機構、直轄於內政部（督導）與交通部（業務監督）；後於民國67年7月1日，配合船舶法第87條（時令），改組為「中國驗船中心」，為財團法人機構。
- 1956年，中國船級社（China Classification Society）成立，直轄於中華人民共和國交通部。
- 1960年，韓國船級社（Korean Register of Shipping）成立。
- 2013年，挪威船級社（Det Norske Veritas）與德國船級社（Germanischer Lloyd）合併成 DNV GL；後於2021年改為DNV。

## 外部連結
- 美国船級社 ABS American Bureau of Shipping （页面存档备份，存于）
- 法国船級社 BV Bureau Veritas （页面存档备份，存于）
- 中國船級社 CCS China Classification Society （页面存档备份，存于）
- 中國驗船中心 CR CR Classification Society （页面存档备份，存于）
- 挪威船級社 DNV Det Norske Veritas
- 德国勞氏船級社 GL Germanischer Lloyd （页面存档备份，存于）
- 韓国船級社 KR Korean Register of Shipping （页面存档备份，存于）
- 英国劳氏船級社 LR Lloyd's Register （页面存档备份，存于）
- 日本海事协会 NK Nippon Kaiji Kyokai (ClassNK) （页面存档备份，存于）
- 義大利船級学会 RINA Registro Italiano Navale （页面存档备份，存于）
- 俄羅斯船級社 RS Russian Maritime Register of Shipping （页面存档备份，存于）
- 越南船級社 VR Cục Đăng kiểm Việt Nam （页面存档备份，存于）